# قائمة قرارات مجلس الأمن التابع للأمم المتحدة لعام 2013
تتضمن قائمة قرارات مجلس الأمن التابع للأمم المتحدة لعام 2013 جميع القرارات الصادرة عن مجلس الأمن التابع للأمم المتحدة خلال العام 2013.

## القائمة
| رقم القرار | الرمز            | نص القرار                         | موضوع القرار                                                      |
| ---------- | ---------------- | --------------------------------- | ----------------------------------------------------------------- |
| 2086       | S/RES/2086(2013) | نص الوثيقة على موقع الأمم المتحدة | عمليات الأمم المتحدة لحفظ السلام                                  |
| 2087       | S/RES/2087(2013) | نص الوثيقة على موقع الأمم المتحدة | جمهورية كوريا الشعبية الديمقراطية                                 |
| 2088       | S/RES/2088(2013) | نص الوثيقة على موقع الأمم المتحدة | الحالة في جمهورية أفريقيا الوسطى                                  |
| 2089       | S/RES/2089(2013) | نص الوثيقة على موقع الأمم المتحدة | الحالة في قبرص                                                    |
| 2090       | S/RES/2090(2013) | نص الوثيقة على موقع الأمم المتحدة | الحالة في بوروندي                                                 |
| 2091       | S/RES/2091(2013) | نص الوثيقة على موقع الأمم المتحدة | الحالة في السودان                                                 |
| 2092       | S/RES/2092(2013) | نص الوثيقة على موقع الأمم المتحدة | الحالة في غينيا - بيساو                                           |
| 2093       | S/RES/2093(2013) | نص الوثيقة على موقع الأمم المتحدة | الحالة في الصومال                                                 |
| 2094       | S/RES/2094(2013) | نص الوثيقة على موقع الأمم المتحدة | الحالة في جمهورية كوريا الشعبية الديمقراطية - منع الإنتشار النووي |
| 2095       | S/RES/2095(2013) | نص الوثيقة على موقع الأمم المتحدة | تمديد ولاية بعثة الأمم المتحدة للدعم في ليبيا                     |
| 2096       | S/RES/2096(2013) | نص الوثيقة على موقع الأمم المتحدة | تمديد ولاية بعثة الأمم المتحدة لتقديم المساعدة إلى أفغانستان      |
| 2097       | S/RES/2097(2013) | نص الوثيقة على موقع الأمم المتحدة | تمديد ولاية بعثة الأمم المتحدة في سيراليون                        |
| 2098       | S/RES/2098(2013) | نص الوثيقة على موقع الأمم المتحدة | جمهورية الكونغو الديمقراطية                                       |
| 2099       | S/RES/2099(2013) | نص الوثيقة على موقع الأمم المتحدة | الصحراء الغربية                                                   |
| 2100       | S/RES/2100(2013) | نص الوثيقة على موقع الأمم المتحدة | الحالة في مالي                                                    |
| 2101       | S/RES/2101(2013) | نص الوثيقة على موقع الأمم المتحدة | الحالة في كوت ديفوار                                              |
| 2102       | S/RES/2102(2013) | نص الوثيقة على موقع الأمم المتحدة | الحالة في الصومال                                                 |
| 2103       | S/RES/2103(2013) | نص الوثيقة على موقع الأمم المتحدة | الحالة في غينيا بيساو                                             |
| 2104       | S/RES/2104(2013) | نص الوثيقة على موقع الأمم المتحدة | الحالة في السودان وجنوب السودان                                   |
| 2105       | S/RES/2105(2013) | نص الوثيقة على موقع الأمم المتحدة | الحالة في إيران - منع الإنتشار النووي                             |
| 2106       | S/RES/2106(2013) | نص الوثيقة على موقع الأمم المتحدة | منع العنف الجنسي في حالات النزاع المسلح                           |
| 2107       | S/RES/2107(2013) | نص الوثيقة على موقع الأمم المتحدة | الحالة بين العراق والكويت                                         |
| 2108       | S/RES/2108(2013) | نص الوثيقة على موقع الأمم المتحدة | الحالة في الشرق الأوسط                                            |
| 2109       | S/RES/2109(2013) | نص الوثيقة على موقع الأمم المتحدة | بعثة الأمم المتحدة في جنوب السودان                                |
| 2110       | S/RES/2110(2013) | نص الوثيقة على موقع الأمم المتحدة | الحالة بين العراق والكويت                                         |
| 2111       | S/RES/2111(2013) | نص الوثيقة على موقع الأمم المتحدة | الصومال                                                           |
| 2112       | S/RES/2112(2013) | نص الوثيقة على موقع الأمم المتحدة | كوت ديفوار                                                        |
| 2113       | S/RES/2113(2013) | نص الوثيقة على موقع الأمم المتحدة | تقرير الأمين العام للأمم المتحدة عن الحال في السودان              |
| 2114       | S/RES/2114(2013) | نص الوثيقة على موقع الأمم المتحدة | قبرص                                                              |
| 2115       | S/RES/2115(2013) | نص الوثيقة على موقع الأمم المتحدة | الشرق الأوسط                                                      |
| 2116       | S/RES/2116(2013) | نص الوثيقة على موقع الأمم المتحدة | ليبريا                                                            |
| 2117       | S/RES/2117(2013) | نص الوثيقة على موقع الأمم المتحدة | الأسلحة الصغيرة والأسلحة الخفيفة                                  |
| 2118       | S/RES/2118(2013) | نص الوثيقة على موقع الأمم المتحدة | الشرق الأوسط                                                      |
| 2119       | S/RES/2119(2013) | نص الوثيقة على موقع الأمم المتحدة | هايتي                                                             |
| 2120 ‏      | S/RES/2120(2013) | نص الوثيقة على موقع الأمم المتحدة | أفغانستان                                                         |
| 2121       | S/RES/2121(2013) | نص الوثيقة على موقع الأمم المتحدة | جمهورية أفريقيا الوسطى                                            |
| 2122       | S/RES/2122(2013) | نص الوثيقة على موقع الأمم المتحدة | المرأة والأمن والسلام                                             |
| 2123 ‏      | S/RES/2123(2013) | نص الوثيقة على موقع الأمم المتحدة | البوسنة والهرسك                                                   |
| 2124 ‏      | S/RES/2124(2013) | نص الوثيقة على موقع الأمم المتحدة | الصومال                                                           |
| 2125 ‏      | S/RES/2125(2013) | نص الوثيقة على موقع الأمم المتحدة | الصومال                                                           |
| 2126 ‏      | S/RES/2126(2013) | نص الوثيقة على موقع الأمم المتحدة | السودان/جنوب السودان                                              |
| 2127 ‏      | S/RES/2127(2013) | نص الوثيقة على موقع الأمم المتحدة | جمهورية أفريقيا الوسطى                                            |
| 2128 ‏      | S/RES/2128(2013) | نص الوثيقة على موقع الأمم المتحدة | ليبريا                                                            |
| 2129 ‏      | S/RES/2129(2013) | نص الوثيقة على موقع الأمم المتحدة | تهديدات السلام والأمن الدوليين من جراء الأعمال الإرهابية          |
| 2130 ‏      | S/RES/2130(2013) | نص الوثيقة على موقع الأمم المتحدة | المحكمة الجنائية الدولية ليوغوسلافيا السابقة                      |
| 2131 ‏      | S/RES/2131(2013) | نص الوثيقة على موقع الأمم المتحدة | الشرق الأوسط                                                      |
| 2132 ‏      | S/RES/2132(2013) | نص الوثيقة على موقع الأمم المتحدة | السودان وجنوب السودان                                             |

## المرجع
1. ↑  "قرارات مجلس الأمن". الأمم المتحدة. مؤرشف من الأصل في 2018-10-19. اطلع عليه بتاريخ 22 شباط / فبراير 2017. {{استشهاد ويب}}: تحقق من التاريخ في: |تاريخ الوصول= (مساعدة)